# Bini (Burkina Faso)
Bini es una aldea en el departamento de Ouo de la provincia de Comoé, en el suroeste de Burkina Faso. El pueblo tiene una población de 283 habitantes.